# Pelagia di Antiochia
Pelagia (Antiochia, III secolo – III secolo) è venerata come santa dalla Chiesa cattolica.
Secondo alcune fonti, fu un'attrice e prostituta che, convertitasi successivamente, condusse vita da penitente e morì da eremita presso Gerusalemme. La sua storia è molto simile a quella di santa Taide, e potrebbe trattarsi di due versioni dello stesso racconto.
Secondo altre fonti, fu una vergine e martire, menzionata da san Giovanni Crisostomo e sant'Ambrogio.
È possibile che siano esistite due diverse donne di nome Pelagia, entrambe vissute ad Antiochia, entrambe del III secolo ed entrambe venerate come sante. Il nome Pelagia ricorre con una certa frequenza nel Vicino Oriente dell'epoca; ci sono altre due sante di nome Pelagia che vissero più o meno nella stessa epoca, una a Tarso (ma forse era la stessa di una delle Pelagie di Antiochia) e l'altra a Nicopoli.

## Biografia

### Pelagia meretrice convertita
Vissuta nel III secolo ad Antiochia di Siria, una delle metropoli del mondo antico, era soprannominata Margherita per la sua rara bellezza. Come si legge nella Vitae Sanctae Pelagiae meretricis era famosa per essere “la prima delle attrici di Antiochia, ed era anche la prima delle danzatrici mimiche”, nonché famosa prostituta. Soleva attraversare la città “con molta appariscenza” preceduta e seguita da “grande corteo di servi e di serve". Era ricoperta di “oro e perle e pietre preziose” e, come una regina portava “una collana d'oro al collo”; “dello splendore, poi, della sua bellezza, non si sarebbero saziati tutti gli uomini di questo mondo.”
Questo corteo, passando un giorno nei pressi di alcuni vescovi che stavano seduti davanti alla basilica del beato martire Giuliano, «... riempì tutta l'aria del profumo di muschio e della fragranza di tutti gli altri soavissimi aromi» che Pelagia spandeva. I prelati distolsero lo sguardo da lei; tutti salvo il beatissimo Nonno, il più anziano e santo tra i vescovi presenti, che «invece, rivolse lo sguardo verso di lei intensissimamente e a lungo, tanto che dopo che fu passata egli ancora la fissava e la guardava.» Poi disse ai vescovi seduti lì attorno: «Non vi rallegra una così grande bellezza?» E lo ripeté ancora. «In verità, io mi sono rallegrato moltissimo e mi è piaciuta la sua bellezza, poiché Dio la metterà al primo posto (Mt 21,31) e la stabilirà davanti al suo tremendo e mirabile trono (Ap 7,9) per giudicare sia noi sia il nostro episcopato.» E di nuovo disse ai vescovi: «Cosa pensate, o carissimi: quante ore ha passato questa donna nella sua camera per lavarsi e prepararsi, per ornarsi con ogni premura … perché non manchi nulla alla bellezza … per non apparire brutta ai suoi amanti che oggi sono e domani non sono? Noi invece, che abbiamo nei cieli un Padre onnipotente, uno Sposo immortale, il quale … dona promesse di ricchezze celesti e premi eterni, che non possono essere valutate, … noi che abbiamo la promessa di vedere … il volto inestimabile dello Sposo, su cui i cherubini non osano posare lo sguardo … non orniamo né tiriamo via le sozzure dalle nostre misere anime ma lasciamo che esse giacciano lì con negligenza».
Quella donna fu toccata dalla grazia ascoltando le parole del vescovo. Andò a prostrarsi ai suoi piedi e ottenne il battesimo. Mutò i suoi preziosi abiti con la tunica del penitente, si fece battezzare e, lasciata Antiochia, si recò a piedi fino a Gerusalemme, dove visse in una «modesta cella chiusa da ogni parte e che aveva una piccola finestrella su una parete». Scambiata per un uomo (Pelagio) si scoprì la sua vera identità dopo la morte e ricevette, col nome di Pelagia, la devozione di tutti i cristiani.

### Pelagia martire
La storia di santa Pelagia martire è riportata da sant'Ambrogio nella sua opera De Virginibus indirizzata alla sorella Marcellina.
La ragazza aveva quindici anni e si trovava sola in casa. Vedendosi circondata da assalitori che miravano non solo alla sua fede ma soprattutto alla sua verginità, per difendere la propria purezza Pelagia preferì uccidersi, dopo essersi vestita come se andasse incontro non alla morte ma al suo sposo.

## Culto
La sua memoria liturgica cade l'8 ottobre.